# Claytonia sibirica
Claytonia sibirica (también conocida como belleza siberiana de primavera y lechuga del minero) es una planta de flores de la familia Montiaceae, nativa de Siberia y el oeste de América del Norte. También recibe el nombre de Montia sibirica. La planta fue introducida en el Reino Unido en el siglo XVIII, país en el que se ha vuelto muy abundante.

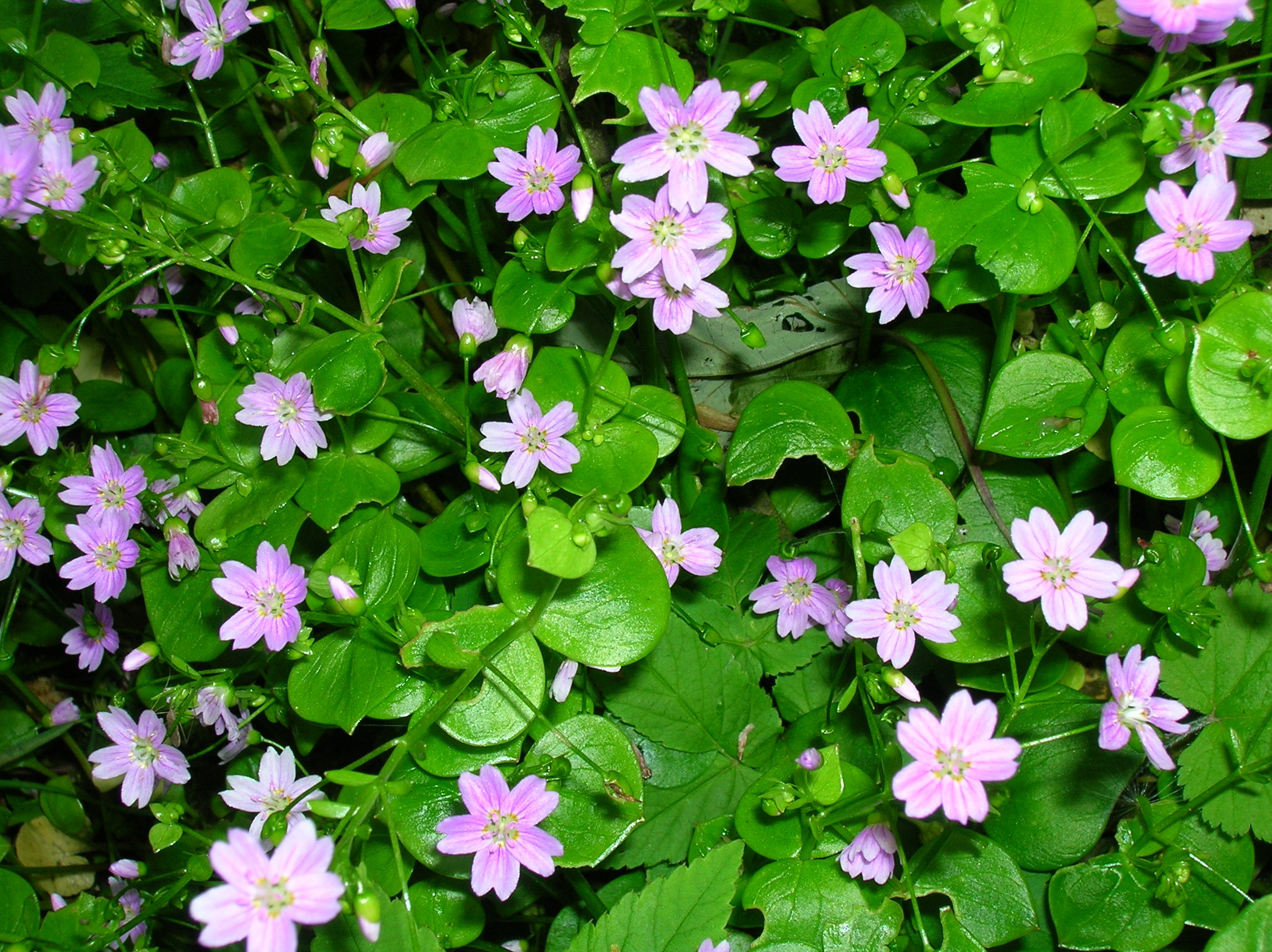
Claytonia sibirica florecida.

## Hábitat y descripción
Claytonia sibirica habita en bosques húmedos. Es una planta perenne de vida corta o anual con flores hermafroditas, las cuales son proterándicas y autofértiles. Los numerosos tallos carnosos forman una roseta, y las hojas son lanceoladas. Por su parte, las flores miden de 8 a 20 mm de diámetro, y poseen cinco pétalos blancos o rosados; la planta florece entre febrero y agosto.

## Flor de Stewarton

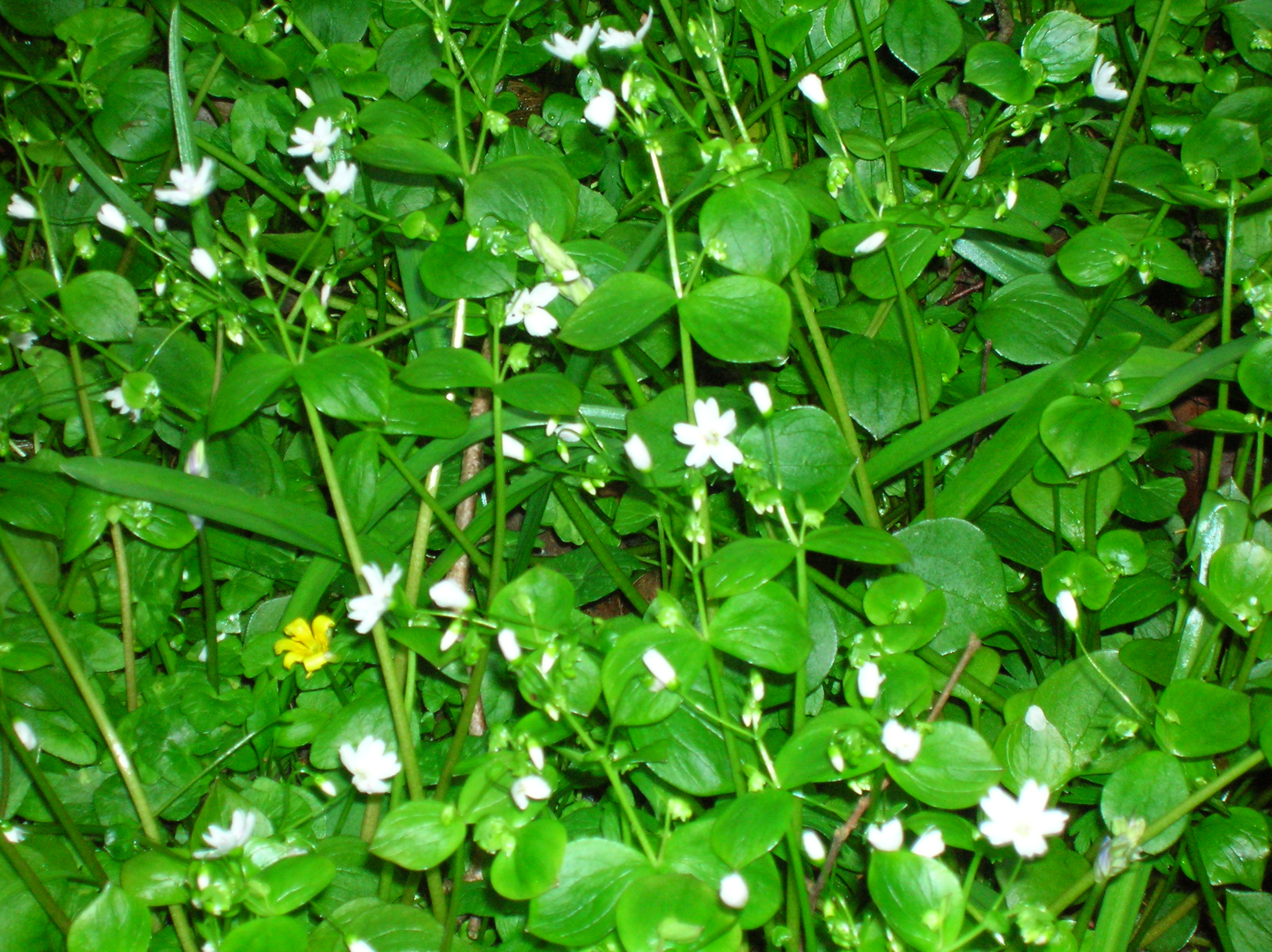
La Claytonia sibirica rosa o 'flor de Stewarton' - Una especie invasora muy destructiva, cuya variedad blanca se asentó en la región de Stewarton.

Un ejemplo de la variación que se observa en Claytonia sibirica es la subespecie denominada «flor de Stewarton», cuyo nombre se debe a la abundancia de ejemplares de dicha planta en esa zona de North Ayrshire, Escocia.
En 1915, se afirmó que la citada flor había estado presente en la región de Stewarton durante más de 60 años, y que era especialmente abundante en Corsehill Burn. Dada la gran capacidad de la planta para reproducirse mediante plántulas asexuales, los ejemplares de Claytonia sibirica en los alrededores de Stewarton han podido mantener los genes que determinan su característica coloración blanca. La variedad rosa no ha sido capaz de extenderse por la citada región (al contrario que en otras partes de Escocia), de forma que solo es posible hallar un reducido número de ejemplares en la zona. En lo tocante a la variedad blanca, esta predomina en las inmediaciones de Templeton Woods Dundee, junto a algunos matorrales aislados de la variedad rosada.

## Usos
Las hojas son comestibles y se las puede consumir crudas o cocidas. Por lo general poseen un sabor agradable y son sabrosas en ensaladas o cocidas como una verdura verde. Si bien se puede recolectar las hojas a lo largo de todo el año, en verano pueden tomar un sabor amargo, especialmente si la planta esta en una ubicación seca y calurosa. Por otra parte la planta ofrece abundantes hojas que son muy fáciles de cosechar.
La planta tiene propiedades diuréticas. Una pasta preparada con hojas masticadas se aplica en cortes e irritaciones de la piel. Hay quienes utilizan el jugo de la planta como gotas para aliviar ojos inflamados. Una infusión fría de los tallos a veces es utilizada como tónico contra la caspa para el enjuague del cabello.